# Wiktor Jerzmanowski
Wiktor Jerzmanowski herbu Dołęga – szambelan Stanisława Augusta Poniatowskiego, złożył akces do insurekcji kościuszkowskiej.